# عبد السلام أبو سعد
عبد السلام محمد أبو سعد (23 نوفمبر 1946 -) هو أكاديمي ليبي من خريجي جامعة الأزهر ومن مواليد تاجوراء، شغل منصب ووزير الأوقاف في حكومتي علي زيدان وعبد الله الثني.

## السيرة العلمية
- الثانوية الأزهرية-1965م-جمهورية مصر العربية.
- الإجازة العلمية «الليسانس» في الشريعة الإسلامية – كلية الشريعة والقانون، جامعة الأزهر 1970م.
- دبلوم عال في التربية، كلية التربية، جامعة طرابلس 1974م.
- التخصص العالي «الماجستير» في الفقه المقارن، كلية الشريعة والقانون، جامعة الأزهر 1975م.
- الإجازة الدقيقة «دكتوراه الدولة» في التفسير، جامعة عبد الملك السعدي بالمغرب 2000م.
- مدرس بالتعليم العام 1970-1975م.
- عضو هيئة تدريس بقسم اللغة العربية، كلية التربية، جامعة طرابلس 1975-1988م.
- عضو هيئة تدريس بقسم الشريعة كلية القانون، جامعة طرابلس 1988-2000م.
- عضو هيئة التدريس، منتدب بكلية الدعوة الإسلامية 2001-2004م.
- رئيس قسم الشريعة والقانون بكلية العلوم الشرعية بجامعة المرقب 2002-2004م
- عميد كلية الدعوة الإسلامية فرع السنغال 2004-2008م.

## مؤلفاته
- التفسير الفقهي عند ابن عطية في مجلدين.[2]